# Torroella (Navès)
Torroella és una masia situada al municipi de Navès, a la comarca catalana del Solsonès.